# League of Ireland Premier Division (2025)
Ten artykuł dotyczy trwającego lub niedawnego wydarzenia sportowego. Informacje w nim zamieszczone mogą się zmienić lub zdezaktualizować wraz z postępem zdarzenia. Początkowe doniesienia, wyniki lub statystyki mogą być niepewne. Ostatnie aktualizacje do tego artykułu mogą nie odzwierciedlać najbardziej aktualnych informacji.
League of Ireland Premier Division 2025 (znana jako SSE Airtricity League Premier Division ze względów sponsorskich) 41. edycja najwyższej klasy rozgrywkowej piłki nożnej w Irlandii pod tą nazwą, a 105. mistrzowskimi rozgrywkami w ogóle.
Bierze w niej udział 10 drużyn, które w okresie od 14 lutego do 1 listopada 2025 rozegrają 36 kolejek meczów. Sezon zakończy baraż o utrzymanie w Premier Division.
Tytuł mistrzowski broni drużyna Shelbourne.

## Drużyny
| Uczestnicy poprzedniej edycji | Uczestnicy poprzedniej edycji | Uczestnicy poprzedniej edycji | Uczestnicy poprzedniej edycji |
| --- | ----------------------------- | ----------------------------- | ----------------------------- |
| SHB | Shelbourne FC                 | Dublin                        | 1                             |
| SHR | Shamrock Rovers               | Dublin                        | 2                             |
| STP | St. Patrick’s Athletic        | Dublin                        | 3                             |
| DER | Derry City                    | Derry                         | 4                             |
| GAU | Galway United                 | Galway                        | 5                             |
| SRS | Sligo Rovers                  | Sligo                         | 6                             |
| WAT | Waterford                     | Waterford                     | 7                             |
| BOD | Bohemian F.C.                 | Dublin                        | 8                             |
| po barażach |                               |                               |                               |
| DRU | Drogheda United               | Drogheda                      | 9                             |
| Awans z First Division |                               |                               |                               |
| COR | Cork City                     | Cork                          | 1                             |
| Oznaczenia: - kolumna pierwsza – skróty nazw drużyn, - kolumna trzecia – siedziba klubu, - kolumna czwarta – miejsce zajęte w poprzednim sezonie. |                               |                               |                               |

## Tabela
| Lp. | Drużyna               | M  | Z  | R  | P  | B+ | B– | +/– | Pkt | Kwalifikacja lub spadek                         |
| --- | --------------------- | -- | -- | -- | -- | -- | -- | --- | --- | ----------------------------------------------- |
| 1   | Shamrock Rovers       | 27 | 15 | 8  | 4  | 46 | 23 | +23 | 53  | Liga Mistrzów UEFA • I runda kwalifikacyjna     |
| 2   | Bohemians             | 27 | 13 | 4  | 10 | 33 | 26 | +7  | 43  | Liga Konferencji UEFA • II runda kwalifikacyjna |
| 3   | Derry City            | 27 | 12 | 6  | 9  | 36 | 29 | +7  | 42  | Liga Konferencji UEFA • I runda kwalifikacyjna  |
| 4   | Drogheda United       | 27 | 10 | 12 | 5  | 30 | 25 | +5  | 42  |                                                 |
| 5   | Shelbourne            | 27 | 9  | 12 | 6  | 34 | 29 | +5  | 39  |                                                 |
| 6   | St Patrick’s Athletic | 27 | 10 | 8  | 9  | 32 | 27 | +5  | 38  |                                                 |
| 7   | Waterford             | 27 | 10 | 4  | 13 | 32 | 46 | −14 | 34  |                                                 |
| 8   | Galway United         | 27 | 7  | 9  | 11 | 29 | 35 | −6  | 30  |                                                 |
| 9   | Sligo Rovers          | 27 | 7  | 5  | 15 | 33 | 46 | −13 | 26  | Baraż o Premier Division                        |
| 10  | Cork City             | 27 | 3  | 10 | 14 | 27 | 46 | −19 | 19  | Spadek do First Division                        |

## Wyniki
| Gospodarz \ Gość      | BOH | COR | DER | DRO | GAL | STP | SHM | SHE | SLI | WAT | BOH    | COR    | DER    | DRO    | GAL    | STP    | SHM    | SHE    | SLI    | WAT    |
| --------------------- | --- | --- | --- | --- | --- | --- | --- | --- | --- | --- | ------ | ------ | ------ | ------ | ------ | ------ | ------ | ------ | ------ | ------ |
| Bohemians             |     | 1–0 | 1–0 | 0–1 | 0–2 | 2–1 | 1–0 | 1–0 | 4–2 | 1–2 |        | 22 sie | 12 wrz | 0–1    | 3–0    | 3 paź  | 2–0    | 24 paź | 1–1    | 19 wrz |
| Cork City             | 2–1 |     | 1–2 | 1–1 | 2–2 | 0–2 | 1–1 | 1–1 | 1–1 | 2–1 | 0–2    |        | 1 lis  | 1–1    | 1–0    | 3–0    | 19 wrz | 3 paź  | 2–3    | 29 sie |
| Derry City            | 1–0 | 2–1 |     | 1–3 | 1–1 | 1–0 | 1–2 | 2–0 | 3–0 | 1–2 | 1–1    | 0–0    |        | 0–0    | 1–1    | 29 sie | 24 paź | 19 wrz | 3 paź  | 7–2    |
| Drogheda United       | 1–0 | 3–2 | 1–1 |     | 1–1 | 0–0 | 1–2 | 2–2 | 3–0 | 2–0 | 1 lis  | 17 paź | 26 wrz |        | 1–0    | 22 sie | 1–2    | 12 wrz | 1–0    | 0–0    |
| Galway United         | 1–2 | 2–1 | 2–3 | 2–1 |     | 2–1 | 0–1 | 1–1 | 0–1 | 1–0 | 17 paź | 26 wrz | 22 sie | 24 paź |        | 3–1    | 0–0    | 1–1    | 12 wrz | 2–4    |
| St Patrick’s Athletic | 3–0 | 3–2 | 2–0 | 0–0 | 2–0 |     | 2–2 | 0–0 | 4–3 | 2–2 | 0–0    | 12 wrz | 0–1    | 0–0    | 19 wrz |        | 17 paź | 0–1    | 3–0    | 24 paź |
| Shamrock Rovers       | 2–3 | 4–1 | 0–0 | 3–0 | 0–0 | 1–0 |     | 2–2 | 2–0 | 2–0 | 26 wrz | 4–1    | 2–0    | 29 sie | 3 paź  | 4–0    |        | 22 sie | 1 lis  | 1–0    |
| Shelbourne            | 1–0 | 1–1 | 3–1 | 0–1 | 2–2 | 2–1 | 1–1 |     | 3–2 | 0–1 | 2–2    | 3–1    | 0–1    | 0–0    | 29 sie | 1 lis  | 1–2    |        | 17 paź | 26 wrz |
| Sligo Rovers          | 0–1 | 1–1 | 0–1 | 2–2 | 1–2 | 0–1 | 2–1 | 1–2 |     | 2–3 | 30 sie | 25 paź | 2–0    | 20 wrz | 2–1    | 27 wrz | 2–2    | 0–2    |        | 1–0    |
| Waterford             | 0–3 | 2–1 | 2–1 | 2–2 | 1–0 | 1–2 | 1–3 | 0–1 | 0–4 |     | 2–1    | 2–0    | 17 paź | 3 paź  | 1 lis  | 0–2    | 12 wrz | 2–2    | 22 sie |        |

## Najlepsi strzelcy
| Bramki | Strzelcy      | Drużyna               |
| ------ | ------------- | --------------------- |
| 12     | Pádraig Amond | Waterford             |
| 10     | Moses Dyer    | Galway United         |
| 9      | Owen Elding   | Sligo Rovers          |
| 8      | Liam Boyce    | Derry City            |
| 8      | Michael Duffy | Derry City            |
| 8      | Rory Gaffney  | Shamrock Rovers       |
| 7      | Graham Burke  | Shamrock Rovers       |
| 7      | Warren Davis  | Drogheda United       |
| 7      | Mason Melia   | St Patrick’s Athletic |

Stan na 2025-08-03. Źródło:.

## Stadiony
| Bohemians       |
| --------------- |
| Dalymount Park  |
| Pojemność: 3640 |
|                 |

| Cork City       |
| --------------- |
| Turners Cross   |
| Pojemność: 7485 |
|                 |

| Derry City         |
| ------------------ |
| Brandywell Stadium |
| Pojemność: 3700    |
|                    |

| Drogheda United  |
| ---------------- |
| Hunky Dorys Park |
| Pojemność: 3500  |
|                  |

| Galway United     |
| ----------------- |
| Eamonn Deacy Park |
| Pojemność: 5000   |
|                   |

| St Patrick’s Athletic |
| --------------------- |
| Richmond Park         |
| Pojemność: 5340       |
|                       |

| Shamrock Rovers  |
| ---------------- |
| Tallaght Stadium |
| Pojemność: 8000  |
|                  |

| Shelbourne      |
| --------------- |
| Tolka Park      |
| Pojemność: 4400 |
|                 |

| Sligo Rovers    |
| --------------- |
| Showgrounds     |
| Pojemność: 3873 |
|                 |

| Waterford                        |
| -------------------------------- |
| Waterford Regional Sports Centre |
| Pojemność: 5500                  |
|                                  |

Źródło: .